# Eduard von Keyserling
Eduard Graf von Keyserling (Schloss Tels-Paddern, Curlàndia, 15 de maig de 1855 - Múnic, 28 de setembre de 1918) va ser un novel·lista i dramaturg germanobàltic, un dels exponents de l'impressionisme literari.
Keyserling va néixer a Schloss Tels-Paddern, Curlàndia, dins de l'Imperi Rus, actual Kalvenes pagasts, districte de Liepāja, a Letònia. Pertanyia a una antiga família de nobles germanobàltica i un dels seus cosins era el filòsof Hermann Keyserling. Va estudiar primer en una escola local i després va fer els seus estudis superiors a la Universitat de Viena.
Les primeres novel·les de Keyserling, Fräulein Rosa Herz. Eine Kleinstadtliebe (1887) i Die dritte Stiege (1892), es van veure influïdes pel corrent naturalista. Els seus assajos en general i altres documents culturals, com les obres de teatre van caure en l'oblit. Per l'estil de narració, les seves novel·les i  novel·les curtes, després de 1902, va ser catalogat com a avantguardista de l'impressionisme literari alemany.
L'estil narratiu de Keyserling, subtil i elegant, destaca per una ambientació evocativa i el seu sentiment. L'obra més emblemàtica és, potser, Princeses, relacionada només superficialment amb els típics Schlossroman alemanys durant el segle xix.
En 1895 es va establir a Baviera, on romandria fins a la seva mort. Durant l'última part de la seva vida va emmalaltir de sífilis, per la qual cosa va haver de passar diversos períodes d'immobilitat i finalment va quedar cec. Abans de morir, va demanar a les seves germanes de cremar la majoria de les seves obres.
Va morir a Múnic el 1918.

## Traduccions al català
- Aquell estiu sufocant. Traducció Clara Formosa. Petits Plaers de Viena, 2019. ISBN 978-84-120244-3-2